# Tè coreano

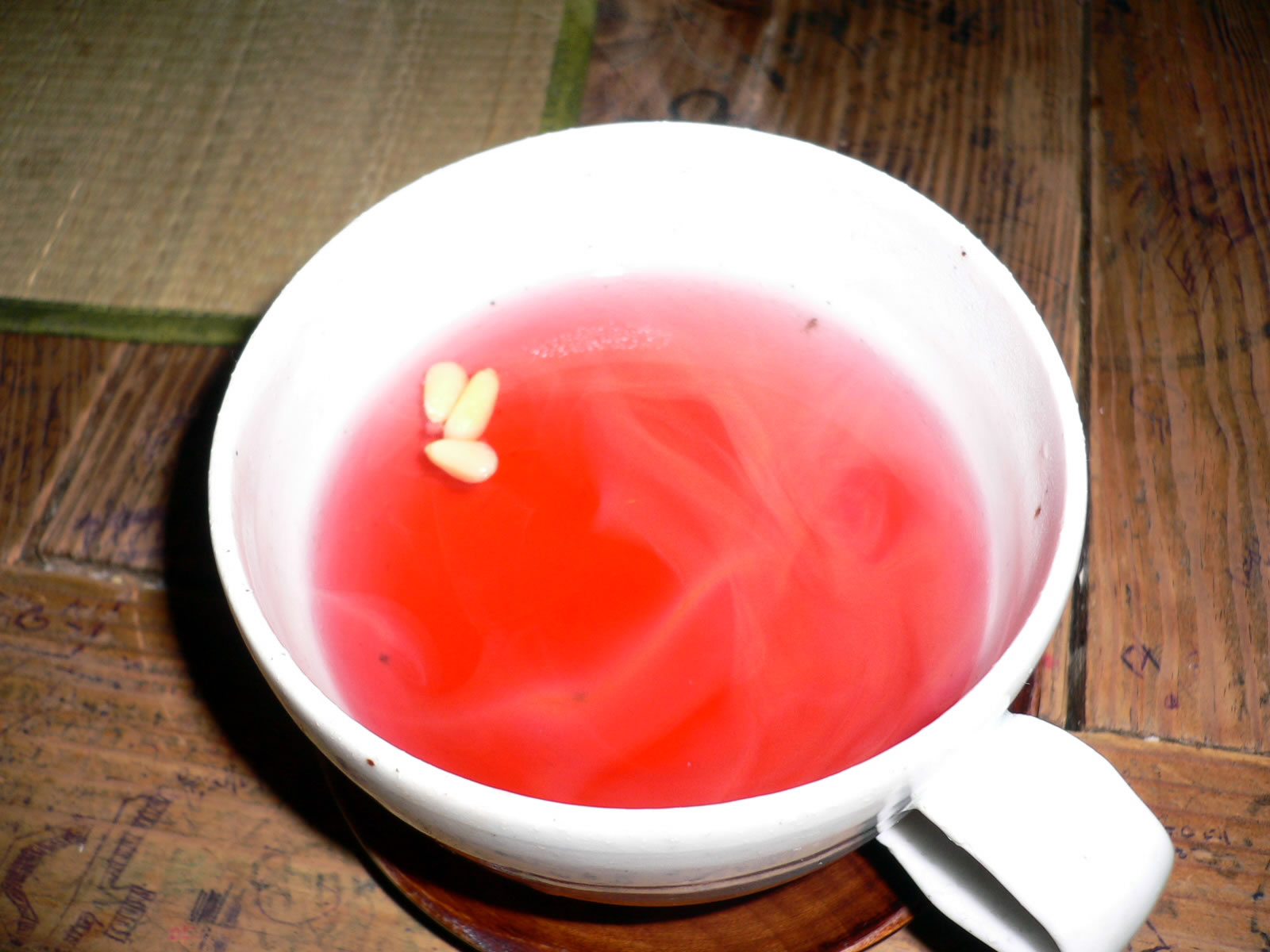
Una tazza di omija cha, un tè coreano a base di erbe fatto con le bacche di Schisandra chinensis

Per tè coreano s'intendono vari tipi di tisane, caratteristiche della tradizione coreana, servite calde o fredde. Non necessariamente legate al tè "comune", sono fatte con diverse sostanze, compresi frutti, foglie, radici e semi usati nella medicina tradizionale coreana.

## Storia

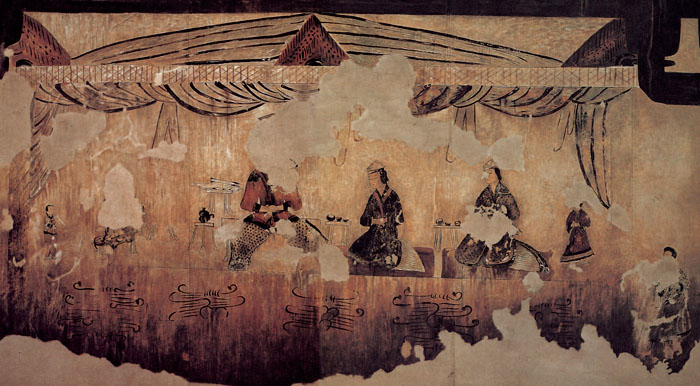
A Gakjeochong, una tomba di epoca Goguryeo mostra un cavaliere che beve una tazza di tè insieme a due dame verso il V-VI secolo

La prima testimonianza storica che documenta l'offerta del tè ad un dio ancestrale descrive un rito nell'anno 661, in cui veniva offerto del tè allo spirito di re Suro, fondatore del Regno di Geumgwan Gaya (42-562). Testimonianze della dinastia Goryeo (918-1392) mostrano gli spiriti di monaci riveriti ricevere delle offerte all'interno dei templi buddisti.
Durante la dinastia Joseon (1392-1910), la famiglia reale Yi e l'aristocrazia usavano il tè per riti semplici: il "rito del tè del giorno" era una comune cerimonia quotidiana, mentre il "rito del tè speciale" era riservato a specifiche occasioni. Questi termini non si trovano in altri paesi. Verso la fine della dinastia, la pratica si diffuse anche tra i cittadini comuni, i quali utilizzarono il tè per i riti ancestrali, seguendo l'esempio cinese basato sul testo di Zhu Xi Formalità della famiglia. 

## Tipi
Esistono diverse tipologie di tè coreano in base agli ingredienti con cui viene preparato.

### A base di radici
- Insam cha (인삼차?, 人蔘茶?): è un decotto a base di ginseng (non essiccato, essiccato, o rosso cotto a vapore). Il ginseng intero o tagliato fette viene bollito delicatamente in acqua per alcune ore, e poi si aggiunge miele o zucchero per il gusto. Di solito, la preparazione abituale per l'insam cha prevede 500 ml di acqua e 50 g di ginseng. A volte, quando è bollito si può aggiungere il giuggiolo.
- Danggwi cha (당귀차?, 當歸茶?): è un infuso ottenuto facendo bollire la radice essiccata dell'angelica coreana (angelica sinensis) o dell'angelica gigas. La radice dell'angelica coreana viene fatta bollire dolcemente in acqua per alcune ore. A volte, quando è bollita si può aggiungere a piacere la radice di zenzero.
- Saenggang cha (생강차?, 生薑茶?): è un infuso fatto con la radice di zenzero. Questa viene lavata e tagliata a fette senza sbucciarla. La radice affettata è conservata nel miele per alcune settimane. Per fare il tè si aggiunge la miscela di miele e radice di zenzero all'acqua bollente.
- Chik cha (칡차?): ottenuto con la radice di kuzu
- Dunggule cha (둥굴레차?): ottenuto con la radice essiccata di sigillo di Salomone
- Ma cha (마차?, 麻茶? oppure 산약차?): fatto con la radice di canapa.

### A base di frutti

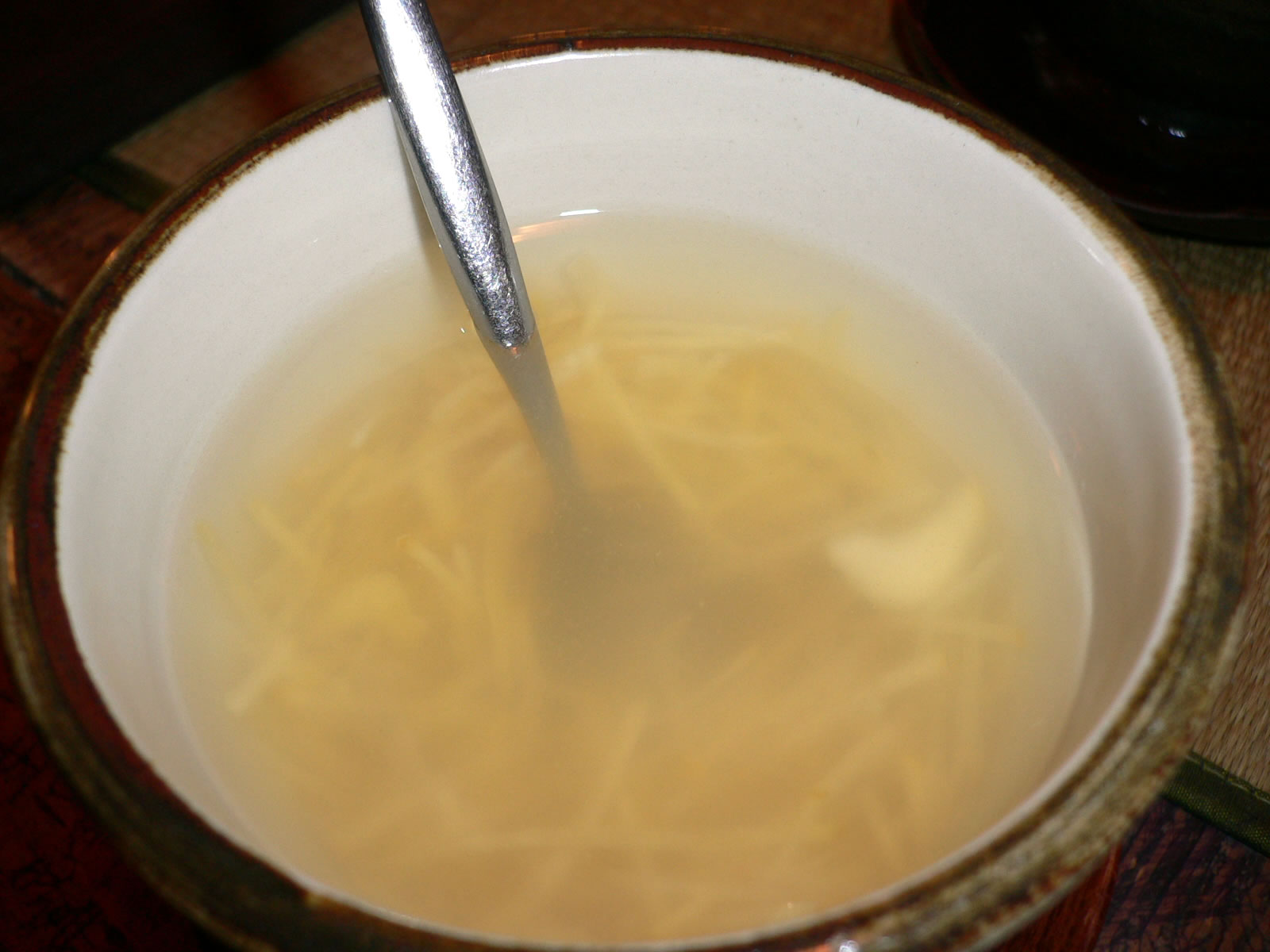
Mogwa cha

- Sujeonggwa (수정과?, 水正果?): punch fatto con cachi, zenzero e cannella essiccati
- Yujacha (유자차?, 柚子茶?): tè al limone
- Kugija cha (구기자차?, 枸杞子茶?): fatto con bacche di Goji
- Daechu cha (대추차?, 大棗茶?): fatto con giuggiole
- Omija cha (오미자차?, 五味子茶?): infuso fatto con i frutti essiccati di Schisandra chinensis. l'omija cha si chiama così perché il tè comprende cinque gusti distinti (i 5 gusti della Medicina Tradizionale Cinese): dolce, aspro, salato, amaro e pungente.
- Maesil cha (메실차?, 梅實茶?): i frutti verdi di un maesil e lo zucchero sono addizionati d'acqua e poi fatti fermentare per circa un mese, vengono attenzionati in maniera tale da non fare formare l'alcool durante la fermentazione.
- Mogwa cha (모과차?): il frutto di una Pseudocydonia, o cotogno cinese, viene tagliato a fette e poi conservato e fatto fermentare in una grande ciotola con zucchero ed acqua per circa un mese, accertandosi di non creare una miscela alcolica. A volte si aggiungono piccole formiche rosse per migliorare il sapore ed aumentare la fermentazione.
- Sansu-yu cha (산수유차?, 山茱萸茶?): fatto con il frutto della Cornus officinalis ovvero della Cornus coreana, due varietà di sanguinella.
- Taengja cha (탱자차?, 橙子茶?): il frutto dell'arancio trifogliato e lo zucchero sono addizionati di acqua e fatti fermentare per un mese circa.

### A base di semi
- Bori cha (보리차?, 菩提茶?): tè di orzo tostato
- Oksusu cha (옥수수차?): tè di granturco tostato
- Hyeonmi cha (현미차?): tè di riso tostato
- Yulmu cha (율무차?): tè di lacrima di Job
- Gyeolmyeongja cha (결명자차?, 決明子茶?): tè fatto con semi tostati di Senna obtusifolia.

### A base di foglie
- Ppongnip cha (뽕잎차?): foglie essiccate di gelso
- Gamnip cha (감잎차?): foglie essiccate di cachi
- Solnip cha (솔잎차?): aghi di pino
- Gukhwa cha (국화차菊花茶?): i fiori del crisantemo selvatico sono conservati nel miele per circa un mese e poi mescolati con acqua calda
- Iseul cha (이슬차?): foglie di Hydrangea serrata

### Altri
- Yeongji-beoseot-cha (영지버섯차?, 靈芝茶?): tè fatto con funghi essiccati di Ganoderma lucidum
- Songhwa milsu (송화밀수?, 松花蜜水?): polline di pino e miele sono aggiunti all'acqua
- Gyulgang cha (귤강차?, 橘薑茶?): la buccia dei mandarini viene essiccata e pulita e poi bollita in acqua. L'acqua bollita è servita con il miele.
- Ssanghwa cha (쌍화차?, 雙花茶?): tè fatto con alcune materie della medicina tradizionale coreana come la radice cotta al vapore ed essiccata della Rehmannia glutinosa Liboschtz , la radice essiccata dell'Angelica gigas, la radice essiccata del Ligusticum officinale Kitag , la radice essiccata della Paeonia obovata Maxim, la scorza di cannella, la radice essiccata della Glycyrrhiza glabra L. e la radice dell'Astragalus membranaceus.
- Duchung cha (두충차?, 杜仲茶?): tè fatto con la corteccia dell'albero Eucommia ulmoides.
- Donggyuja cha (동규자차?, 冬葵子茶?): tè fatto con i semi di malva verticillata L.
- Salgunamu cha (살구나무차?): fatto con i noccioli dei semi di albicocca
- Gamro cha (감로차?, 甘露茶?): tè fatto con il succo delle foglie di acero, Celtis sinensis, Catalpa ovata e quercia del Daimyo.